# القاتل بداخلي
القاتل بداخلي (بالإنجليزية: The Killer Inside Me)‏ هو فيلم جريمة تم إنتاجه في الولايات المتحدة وصدر في سنة 2010. الفيلم من إخراج مايكل وينتربوتوم من بطولة كيسي أفليك وجيسيكا ألبا وكيت هدسون.

## الميزانية والإيرادات
بلغت تكلفة إنتاج الفيلم حوالي 13 مليون دولار بينما حقق أرباحا تقدر بـ 3,976,222 دولار.

## وصلات خارجية
- القاتل بداخلي على موقع IMDb (الإنجليزية)
- القاتل بداخلي على موقع ميتاكريتيك (الإنجليزية)
- القاتل بداخلي على موقع روتن توميتوز (الإنجليزية)
- القاتل بداخلي على موقع نتفليكس (الإنجليزية)
- القاتل بداخلي على موقع ألو سيني (الفرنسية)
- القاتل بداخلي على موقع Turner Classic Movies (الإنجليزية)
- القاتل بداخلي على موقع أول موفي (الإنجليزية)
- القاتل بداخلي على موقع بوكس أوفيس موجو (الإنجليزية)
- القاتل بداخلي على موقع فيلمافينيتي (الإسبانية)
- القاتل بداخلي على موقع قاعدة بيانات الأفلام السويدية (السويدية)